# Краутгайм
Краутгайм (нім. Krautheim) — місто в Німеччині, знаходиться в землі Баден-Вюртемберг. Підпорядковується адміністративному округу Штутгарт. Входить до складу району Гоенлое.
Площа — 52,91 км2. Населення становить 4640 ос. (станом на 31 грудня 2020).